# Ferganoxyela destructa
Ferganoxyela destructa  (лат.) — ископаемый вид пилильщиков рода Ferganoxyela из семейства Xyelidae.  Один из древнейших представителей отряда перепончатокрылые. Обнаружен в триасовых ископаемых останках (Средняя Азия, Кыргызстан, Madygen, Dzhailoucho, карнийский ярус, около 230 млн лет). Длина переднего крыла 14,0 мм. 
Вид Ferganoxyela destructa был впервые описан в 1969 году советским и российским энтомологом Александром Павловичем Расницыным (ПИН РАН, Москва, Россия). Включён в состав рода Ferganoxyela Rasnitsyn 1969 вместе с видом F. sogdiana.